# گری اونیل
گری اونیل (انگلیسی: Gary O'Neil؛ زادهٔ ۱۸ مهٔ ۱۹۸۳) بازیکن سابق و مربی فوتبال اهل انگلستان است.